# Karel Verschueren
Karel Verschueren (Boortmeerbeek, 24 juni 1932) is een voormalig Belgisch senator.

## Levensloop
Verschueren werd beroepshalve onderwijzer. Van 1972 tot 1974 was hij tevens kabinetsattaché op het ministerie van Nationale Opvoeding en Nederlandse Cultuur en van 1980 tot 1985 kabinetsadviseur op het ministerie van Tewerkstelling en het Vlaamse gemeenschapsministerie van Binnenlandse Aangelegenheden.
Hij was ook politiek actief voor de BSP en werd voor deze partij van 1971 tot 2000 gemeenteraadslid van Heist-op-den-Berg. Van 1985 tot 1995 zetelde hij eveneens in de Belgische Senaat als provinciaal senator van de provincie Antwerpen. In 1994 werd hij daarnaast ook ereconsul van Roemenië.
Hij is een jongere broer van Michel Verschueren, voormalig manager van RSC Anderlecht.